# لورنتزو دو مدیچی، دوک اوربینو
لورنزوی مدیچی، دوک اوربینو (انگلیسی: Lorenzo de' Medici, Duke of Urbino؛ ۱۲ سپتامبر ۱۴۹۲ – ۴ مهٔ ۱۵۱۹) سیاست‌مدار، فرمانده نظامی، و سیاستمدار اهل فلورانس بود. او از ۱۵۱۶ میلادی تا مرگش در ۱۵۱۹ فرمانروای اوربینو بود و در همین مدت عنوان دوک اوربینو را هم یدک می‌کشید. دختر او کاترین مدیچی ملکهٔ فرانسه شد و پسر نامشروعش الساندروی مدیچی بعدها نخستین دوک فلورانس شد.